# Bertula atrirena
Bertula atrirena är en fjärilsart som beskrevs av George Francis Hampson 1929. Bertula atrirena ingår i släktet Bertula och familjen nattflyn. Inga underarter finns listade i Catalogue of Life.